# 出合橋 (安芸太田町)
出合橋（であいばし）は、広島県山県郡安芸太田町を流れる太田川水系柴木川にかかる道路橋 。土木学会選奨土木遺産。

## 諸元
- 路線名 : 広島県道252号恐羅漢公園線[2] / 広島県道296号吉和戸河内線
- 竣工年 : 1935年 [1]
- 橋種 : 下路式RCカンチレバータイドアーチ橋 [1]（側径間もRC桁[3]）
- 橋長 : 52.5 m[2]
- 支間割 : 9.2m + 33.8m + 9.2m[3]
- 幅員 : 6.8m[2]

## 概要
安芸太田町中心部の戸河内地区にある、地域のランドマーク的な橋。太田川一次支流柴木川と本流太田川の合流点付近にあり、2つの川が出合うことからその名がつけられたと言われている。上流側が国特別名勝三段峡であり、この橋はその玄関口でもある。
初代の橋は1909年木製吊橋として架橋した。1925年三段峡が特別名勝に指定され観光客が増えることになる。1933年9月4日突風により木製吊橋は大破、1人が死亡している。
1935年に架けられた橋が現在の出合橋にあたる。設計、施工ともに不明。鉄筋コンクリート(RC)アーチ橋であり、全国的にも珍しくアーチ部の吊材にまでRC部材が用いられている。1976年アーチ部の白塗塗装、2011年床版補強が行われた。2020年土木学会選奨土木遺産選定。

## ギャラリー

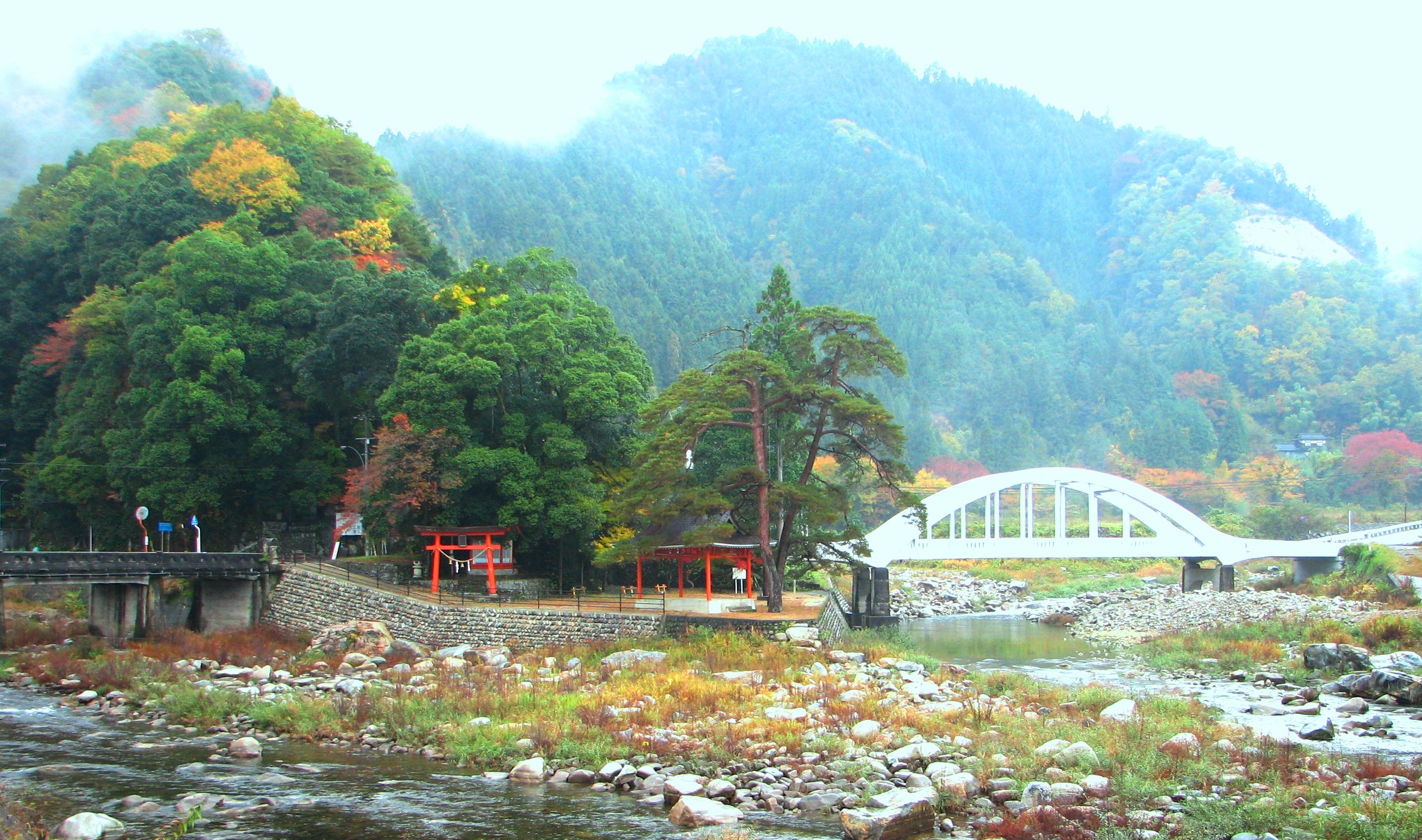
太田川側からの出合橋